# Дмитрук, Питер
Пи́тер Дмитру́к (англ. Peter Dmytruk, укр. Пітер Дмитрук; 27 мая 1920, Радиссон, Канада — 9 декабря 1943, Ле-Мартр-де-Вер, оккупированная Франция) — сержант Королевских военно-воздушных сил Канады, который погиб во время Второй мировой войны, сражаясь в составе сил французского Сопротивления.

## Биография
Питер Дмитрук родился в Радиссоне (провинция Саскачеван) в 1920 году в семье украинских иммигрантов. В начале Второй мировой войны Питер Дмитрук жил в Виньярде (Саскачеван). В июле 1941 года присоединился к военно-воздушным силам Канады. После подготовки его отправили за границу, где он служил хвостовым стрелком в 405-й эскадрильи бомбардировщиков. Во время миссии над Францией, на восток от Парижа, самолёт сержанта Дмитрука был сбит огнём немецкой зенитки. Он выжил в катастрофе и сначала прятался в лесу, а потом нашёл приют у местных жителей, которые познакомили его с членами французского подполья. Дмитрука вели на юг по оккупированной немцами Франции, где по специальному маршруту можно было перейти через Пиренеи в Испанию. По пути его глубоко впечатлило тяжёлое положение французского народа под жёсткой немецкой оккупацией, и он решил не покидать контрабандным путём страну. Вместо этого он присоединился к французскому Движению Сопротивления, где его вскоре прозвали Пьером Канадцем (фр. Pierre le Canadien).
Обязанности Питера Дмитрука в Первом корпусе маки департамента Овернь привели его к небольшому селу Ле-Мартр-де-Вер, приблизительно за 15 километров на юг от Клермон-Ферран, где он получил среди своих французских товарищей репутацию бесстрашного бойца, которого не смущает постоянная опасность.
8 декабря 1943 года партизаны взорвали железнодорожный эшелон с боеприпасами около французского местечка Ле Март-де-Вейр. Немцы потеряли около 20 солдат, вину за их гибель приписали жителям местечка и захватили заложников. Как правило, за взрыв эшелона французским сопротивлением заложников казнили. Но 9 декабря - по одним сведениям, в перестрелке, по другим сведениям - он был расстрелян на месте за отказ от сотрудничества - руководитель партизан был убит. Оказалось, что погибший - не француз, и гитлеровцы решили, что нападали не французы, а британские десантники. Поэтому заложников отпустили, местечко не сожгли. Когда немцы покинули местечко, жители похоронили партизана с почестями. Для них неизвестный парашютист был героем — его смерть спасла горожан от репрессий, а заложников - от гибели.

## Память
Жители Ле-Мартр-де-Вейр похоронили 23-летнего Питера Дмитрука с почестями на местном кладбище. Только через год канадское правительство подтвердило факт смерти его семье. После освобождения Франции и капитуляции Германии он был среди тех людей, о которых почти забыла канадская нация, которая пыталась оставить ужасные воспоминания о войне позади.
Однако жители Ле-Мартр-де-Вейр почтили его как героя, чья самоотверженная храбрость помогла принести свободу Франции и чья смерть спасла жизни многих из них, и одну улицу назвали в его честь. Правительство Франции наградило Дмитрука Военным крестом. Начиная с 1946 года и каждого следующего года, жители Ле-Мартр-де-Вейр проводили парад и панихиду возле его памятника. Почти через тридцать лет после смерти бойца, в августе 1972 года, удивлённый мэр Виньярда получил письмо от мэра Ле-Мартр-де-Вейра, который свидетельствовал, что Питер Дмитрук был не просто именем на военном мемориале, а настоящим героем Второй мировой войны. Мэр Ле-Мартр-де-Вейра предложил почтить мёртвого канадского солдата, сделав побратимами их два городка и создав новый большой мемориал на его могиле. Делегация из 13 лиц, среди которых были члены семьи и представители провинции Саскачеван, посетили церемонию, посвящённую тридцатой годовщине гибели героя.
В 1999 году Питер Дмитрук был награждён премией «Зодчие нации» (укр. «Будівничі нації»), которая отмечает вклад известных украинцев Канады из провинции Саскачеван.

### На английском языке
- Doug Chisholm, Gerald Hill. Their Names Live On: Remembering Saskatchewan's Fallen in World War II. — Canadian Plains Research Center, 2001. — 250 с. — ISBN 978-0889771215.